# Wodospady w Tribergu
Wodospady w Tribergu - wodospady w miejscowości Triberg w Niemczech (Badenia-Wirtembergia) mające 163 m wysokości.
Reklamowane są jako najwyższy wodospad w Niemczech i stanowią jedną z największych atrakcji turystycznych Schwarzwaldu (500 tys. odwiedzających rocznie). Ścieżka spacerowa zbudowana została tutaj już w XIX w., a dzięki energii z tutejszej elektrowni wodnej miasto Triberg już w 1884 r. jako pierwsze w Niemczech otrzymało elektryczne oświetlenie uliczne.

## Literatura
- Geographisch-kartographisches Institut Meyer (1989): Südschwarzwald (Meyers Naturführer). Meyers Lexikonverlag, Mannheim, ISBN 3-411-02775-4.
- W. Müller: Triberg. Porträt einer Stadt. Triberg.